# Ленины
Ле́нины — русский дворянский род. Известны тем, что имя одного из их представителей принял В. И. Ульянов-Ленин, сначала для использования фиктивных документов, а затем как постоянный псевдоним.

## Происхождение
Согласно документальной генеалогии дворянского рода Лениных, их происхождение восходит к Ивану Петровичу Ленину по прозвищу Посник, упоминаемому в первой половине XVII века, в частности под 1609 годом. Распространено отождествление этого Ивана-Посника с енисейским казаком-землепроходцем Посником Ивановым по прозвищу Губарь, руководителем экспедиции в 1633 году к верховьям реки Лены, который привел к присяге на верность русскому царю местные тунгусские племена и собрал с них ясак (натуральный налог) в виде соболиных шкур. За это он был возведён царём Михаилом Фёдоровичем в дворянство, ему была присвоена фамилия Ленин и пожаловано поместье в Вологодской губернии. Однако, по мнению историка М. Г. Штейна, отождествление Ивана-Посника Ленина и Посника Иванова Губаря ошибочно.
Есть источники, упоминающие Лениных в конце XV века (в духовной грамоте боярина Ивана Михайловича Плещеева в 1482 году упоминается некий Тишина Ленин, а неподалёку от владений Плещеевых под Истрой находится деревня Ленино). В 1500 году в переписной книге Вотской пятины среди жителей Васильева острова упоминается Кузёмка Ленин. Однако неизвестно, идёт ли речь об одном роде.
Представители фамилии Лениных на Русском Севере также упоминаются в деревне Алексеевская (Ленино) Устьмошского стана Каргопольского уезда (ныне — Плесецкий район Архангельской области). В документе 1622 года они упоминаются без фамилии, а в 1648 году — с фамилией Ленин.

## Дальнейшая генеалогия
Никифор Александрович Ленин, внук Ивана-Посника, владел имением в Вологодском уезде во второй половине XVII века. Его сын Алексей Никифорович участвовал в Азовском походе, а другой сын Илья Никифорович получил жалованную грамоту от Петра I на «поместье состоящее в вологодском и кинешемском уездах в разных волостях» в 1707 году. Сыном Ивана Ильича и Матрёны Федоровны Лениных был Фёдор Иванович Ленин, подпоручик Первого гренадерского пехотного полка, участник Семилетней войны, в 1780-е годы — служащий Вологодского уездного суда.
Живший в первой половине XIX века в Вологодской губернии (и владевший также имением в Кирилловском уезде Новгородской губернии) Егор Фёдорович Ленин был потомком Ивана-Посника Ленина в восьмом колене. Участник Отечественной войны 1812 года и зарубежного похода русской армии в составе Екатеринославского гренадёрского полка. Он был женат на Любови Яковлевне и стал отцом нескольких сыновей, в том числе Николая (1827—1902), Всеволода (1831-?), Александра (1832—1879), Владимира (1834-?), а также дочерей Лидии и Фаины.

## Псковская ветвь
Николай Егорович Ленин родился в сельце Высоком Ярославской губернии 3 февраля 1827 года. Начинал карьеру в Вологодской губернии, где в 1850-е годы был секретарём дворянского депутатского собрания, затем дворянским заседателем в уездном суде, имел чины губернского секретаря, затем коллежского секретаря. В 1861 году — кандидат в мировые посредники 3-го участка в Кадниковском уезде. В 1860 году он проживал в с. Красном Пошехонского уезда Ярославской губернии, где у него рождается сын Сергей. Впоследствии семья перебирается в Польшу, в Люблинскую, Радомскую и Келецкую губернии, где Николай Егорович служил в акцизном управлении. По состоянию на 1893 год Николай Егорович служит мировым судьёй в Могилёвской губернии, а затем семья оказывается в Псковской губернии. Владел поместьями в Ярославской и Вологодской губерниях, под Рыбинском и под Кирилловым Новгородской губернии. Н. Е. Ленин вышел на пенсию в чине статского советника в июне 1894 года в возрасте 67 лет, а умер в 1902 году.
Один из сыновей Николая Егоровича — Сергей Николаевич (1860—1919) окончил Варшавскую гимназию (1879) и Императорский Санкт-Петербургский университет (1885) со степенью кандидата математических наук. После окончания обучения он некоторое время управлял имением своего отца, затем служил в дирекции Херсонского водопровода и на заводах Пастухова в Санкт-Петербурге. В 1889 году он поступил на службу в Министерство государственных имуществ в качестве причисленного к Департаменту земледелия и сельской промышленности, в разные годы был в должностях столоначальника, делопроизводителя, инспектора. В 1900 году был заведующим группами сельского хозяйства на Всемирной выставке в Париже. Был автором ряда статей на тему использования машин в сельском хозяйстве, на них ссылался В. И. Ленин в своей работе «Развитие капитализма в России». После Октябрьской революции вернулся на малую родину в с. Красное Пошехонского уезда, где в июне 1919 года во время восстания «зелёных» был расстрелян проправительственными силами. По версии ряда исследователей, именно Сергей Николаевич в 1900 году передал паспорт своего отца Николая Егоровича Марии Ульяновой — сестре В. И. Ленина (по другим данным — супруге Ленина Надежде Крупской). Источники расходятся, был ли С. Н. лично знаком с В. И. Лениным, или только с его сестрой.
Среди детей Николая Егоровича также известны сын Николай Николаевич (юрист по образованию, умер в апреле 1919 года в советской тюрьме, куда был заключён как не выполнивший план по продразвёрстке) и дочь Ольга Николаевна (предположительно училась в Петербурге вместе с Н. К Крупской, затем работала учительницей, умерла в годы Гражданской войны).

## Вологодская ветвь
Александр Егорович Ленин принимал участие в Крымской войне и дослужился до штабс-капитана. В возрасте 33 лет он женился на Екатерине, дочери дьячка Кирилловской Большеольминской церкви Вологодского уезда, в семье родилось пять детей.
Леонид Александрович Ленин был третьим ребёнком своих родителей. Он окончил Вологодское Александровское реальное училище и затем служил в канцелярии Вологодского губернского предводителя дворянства. В дальнейшем делал карьеру в уездных и малых городках — Сольвычегодске, Никольске, селе Устье, Усть-Сысольске. В последнем городе он возглавлял съезд мировых судей. В 1918 году Леонид Ленин составил письмо к патриарху Тихону от имени судейской организации Усть-Сысольска с жёсткой критикой местного Совета солдатских, рабочих и крестьянских депутатов, после чего вместе с группой чиновников прежнего режима был в августе-сентябре 1918 года арестован и позднее расстрелян. Имел четверых детей. Первым браком был женат на Анне Викторовне Одинцовой (1868—1903), дочери священника Троицкой Пельшемской церкви Кадниковского уезда. Вторая жена, Ольга Николаевна, овдовев, в дальнейшем вышла замуж за геолога Ивана Попова, который в 1937 году был репрессирован.
Ряд представителей рода жили в Санкт-Петербурге (Ленинграде). В 1930-е годы одному из них под давлением властей пришлось изменить фамилию на Лёнин.

## Нижегородские ветви
Среди них — генерал-майор Н. В. Ленин (1861 — после 1915), сын губернского секретаря Всеволода Егоровича и внук Егора Фёдоровича.
В Нижнем Новгороде в начале XX века также жила учительница Вера Васильевна Ленина, дочь помещика Пошехонского уезда Ярославской губернии лейтенанта флота Василия Михайловича Ленина, который был крёстным отцом Николая Егоровича Ленина (а в крёстные зачастую приглашали близких родственников). Отцом Василия Михайловича предположительно был Михаил Васильевич Ленин, мичман Офицерского класса, переводчик учебника французского ученого Луи Поенсо «Начальные основания статики», награждённый за это императором Николаем I бриллиантовым перстнем.

## Прочие носители фамилии
По данным органов ЗАГС, на 2010 год в Архангельской области проживало 298 человек по фамилии Ленин (123 мужчины и 175 женщин), в Ярославской области — два человека.